# Riu Nitra
El riu Nitra és un riu d'Eslovàquia de 197 km de llargària. És afluent del riu Váh al qual s'uneix prop de la seva confluència amb el Danubi a Komárno. Neix prop de les muntanyes Malá Fatra, al nord de Prievidza.
Travessa les ciutats de Bojnice, Topoľčany, Nitra i Nové Zámky.